# 越州 (浙江省)
越州（えつしゅう）は、中国にかつて存在した州。隋代から南宋にかけて、現在の浙江省紹興市一帯に設置された。

## 魏晋南北朝時代
南北朝時代、南朝梁により設置された東揚州を前身とする。南朝陳の時代に一時廃止されたが、まもなく再設置された。

## 隋代
589年（開皇9年）、隋が南朝陳を滅ぼすと、東揚州は呉州と改称された。605年（大業元年）、呉州は越州と改称された。607年（大業3年）、郡制施行に伴い、越州は会稽郡と改称され、下部に4県を管轄した。隋代の行政区分に関しては下表を参照。
| 隋代の行政区画変遷 | 隋代の行政区画変遷                                                     | 隋代の行政区画変遷 | 隋代の行政区画変遷        |
| 区分               | 開皇元年                                                               | 区分               | 大業3年                   |
| ------------------ | ---------------------------------------------------------------------- | ------------------ | ------------------------- |
| 州                 | 東揚州                                                                 | 郡                 | 会稽郡                    |
| 郡                 | 会稽郡                                                                 | 県                 | 会稽県 句章県 諸曁県 剡県 |
| 県                 | 会稽県 山陰県 永興県 上虞県 始寧県 句章県 余姚県 諸曁県 鄞県 鄮県 剡県 | 県                 | 会稽県 句章県 諸曁県 剡県 |

## 唐代
621年（武徳4年）、唐が李子通を平定すると、会稽郡は越州と改められた。742年（天宝元年）、越州は会稽郡と改称された。758年（乾元元年）、会稽郡は越州の称にもどされた。越州は江南東道に属し、会稽・山陰・諸曁・余姚・剡・蕭山・上虞の7県を管轄した。

## 宋代
1131年（紹興元年）、南宋により越州は紹興府に昇格した。